# Дёмин, Александр Александрович
Александр Александрович Дёмин (14 апреля 1903, Дрезна, Московская область — 24 октября 1979) — советский спортсмен (лёгкая атлетика, футбол, хоккей с мячом), многократный чемпион и рекордсмен СССР по лёгкой атлетике, один из первых Заслуженных мастеров спорта СССР (1934).

## Биография
Отец умер, когда Саше было 7 лет. Семья жила в Хлудовской богадельне. В 1920 году в возрасте 17 лет добровольно вступил в Красную армию. В армии его отправили в Главную военную школу физического образования. За хорошо развитые икроножные мышцы был направлен в секцию лёгкой атлетики. Первые учителя в спорте Павел Лауденбах и Антон Цейзик. Впоследствии стал 13-кратным чемпионом страны по лёгкой атлетике. Автор книги «Мой спортивный путь» (1954).
Похоронен на Николо-Архангельском кладбище Балашихинского района Московской области.

## Спортивные результаты
В 1927 году впервые стал чемпионом страны. В 1927—1944 годах устанавливал рекорды страны в барьерном беге, эстафетах, прыжках в длину, пятиборье и десятиборье. Оставался рекордсменом страны в течение 17 лет. Был первым легкоатлетом страны, совершившим прыжок в длину более 7 метров и набравшим в десятиборье более 6000 и 6500 очков. Всего им было установлено 22 рекорда страны (более 30): в барьерном и эстафетном беге, прыжках в длину, пятиборье и десятиборье. Выиграл целый ряд международных соревнований 1930—1940-х годов по лёгкой атлетике. Играл за первые сборные ОППВ (1924—1927) и ЦДКА (1928—1930) по футболу и хоккею с мячом.

### Чемпионаты СССР
- Чемпионат СССР по лёгкой атлетике 1927 года:
  - Бег на 200 метров —  (23,8);
  - Эстафета 4×100 метров —  (44,6);
  - Десятиборье — ;
- Чемпионат СССР по лёгкой атлетике 1928 года:
  - Пятиборье — ;
  - Десятиборье — ;
- Чемпионат СССР по лёгкой атлетике 1931 года:
  - Эстафета 4×100 метров —  (44,8);
  - Бег на 110 метров с барьерами —  (17.3);
- Чемпионат СССР по лёгкой атлетике 1935 года:
  - Метание копья —  (51,42);
  - Десятиборье —  (6508);
- Чемпионат СССР по лёгкой атлетике 1936 года:
  - Пятиборье — ;
  - Десятиборье —  (6050);
- Чемпионат СССР по лёгкой атлетике 1938 года:
  - Эстафета 4×100 метров —  (43,4);
  - Десятиборье —  (6434);
- Чемпионат СССР по лёгкой атлетике 1939 года:
  - Эстафета 4×100 метров —  (43,1);
  - Десятиборье —  (6920);
- Чемпионат СССР по лёгкой атлетике 1940 года:
  - Десятиборье —  (6718);

### Рекорды
- Граната — 60,54 — 16.8.1925 Москва

## Награды
- Орден «Знак Почёта» (22.07.1937)